# Окіл Окілов
Окіл Гайбуллайович Окілов (тадж. Оқил Оқилов; нар. 2 лютого 1944, Ленінабад) — прем'єр-міністр Таджикистана з 20 грудня 1999 до 23 листопада 2013. Член Народно-Демократичної партії Таджикистану.

## Біографія
У 1967 році він закінчив Московський інженерно-будівельний інститут за фахом інженер-будівельник, а у 1980 році — Академію суспільних наук при ЦК КПРС.
Трудову діяльність розпочав з посади майстра будуправління № 5 тресту «Ленінабадстрой». У 1969–1976 — головний інженер, начальник головного управління житлкомгоспу міста Ленінабад, начальник будуправління № 9 тресту «Ленінабаджілстрой». У 1976–1991 роках — інструктор, заступник завідувача відділом, завідувач відділу ЦК Компартії Таджикистану. 3 серпня 1991 року обраний секретарем ЦК КП Таджикистану.
До призначення прем'єр-міністром обіймав посади міністра будівництва Таджикистану (1993–1994), заступника прем'єр-міністра Таджикистану (1994–1996), першого заступника голови Ленінабадської області (1996–1999).

## Нагороди
- Орден Ісмоїла Сомоні I ступеня;
- Орден «Знак Пошани»;
- Медаль «За трудову відзнаку»;
- Заслужений працівник Таджикистану;
- Лауреат премії імені А.Рудакі.